# Sarah Kaufman
Sarah Elizabeth Kaufman, född 20 september 1985, är en kanadensisk MMA-utövare som bland annat har tävlat i organisationerna Strikeforce och Ultimate Fighting Championship och numera tävlar i PFL. Kaufman blev i februari 2010  Strikeforce första mästare i bantamvikt.